# 希尔迪·居兹纳多蒂尔
希尔迪·英韦尔达多蒂尔·居兹纳多蒂尔（冰島語發音：[ˈhɪltʏr ˈkvʏðnaˌtouʰtɪr̥] ⓘ，1982年9月4日—），冰岛音乐人、作曲家。自幼接受大提琴训练，曾与Pan Sonic、搏动软骨、Múm和尼克斯·诺特斯大乐队合作录制作品，并参与野兽群体和Sunn O)))的巡演，另有多个独奏作品。
希尔迪·居玆纳多蒂尔创作的影视配乐获得国际认可，包括动作惊悚片《怒火邊界2：毒刑者》（2018）、HBO迷你剧《核爆家園》（2019），其中后者为她赢得黄金时段艾美奖和格莱美奖。之后凭借2019年心理惊悚片《小丑》的配乐赢得奥斯卡最佳原创音乐奖、金球奖最佳原创配乐奖和英国电影学院奖最佳原创音乐奖，是首位在英美两国获奖的女性个人作曲人。

## 配乐作品
电影
- 流血的房子（英语：The Bleeding House）（2011）
- 海劫（2012）
- Astro：神奇的里约热内卢都市寓言（英语：Astro: An Urban Fable in a Magical Rio de Janeiro）（2012）
- 珍（2013）
- 囚徒（2013）
- 毒裁者（2015）
- 誓言（英语：The Oath (2016 film)）（2016）
- 降临（2016）
- 芬兰汤姆（2016）
- 旅程终点（英语：Journey's End (2017 film)）（2017）
- 抹大拉的玛丽亚（2018）
- 怒火邊界2：毒刑者（2018）
- 小丑（2019）
- TÁR塔爾（2022）
- 女人们的谈话（2022）
- 威尼斯魅影謀殺案（2023）
- 小丑：雙重瘋狂（2024）

电视剧
- 绝境（英语：Trapped (Icelandic TV series)）（2015-2018）
- 坚强之岛（英语：Strong Island (film)）（2017）
- 死亡的体验（英语：The Departure (2017 film)）（2017）
- 切尔诺贝利（2019）

## 荣誉

### 外国勋章奖章
- 白隼骑士十字勋章（英语：Order of the Falcon）（冰岛，2020年6月17日[4]）